# Buriti
Buriti är en kommun i Brasilien.   Den ligger i delstaten Maranhão, i den nordöstra delen av landet, 1 400 km norr om huvudstaden Brasília. Antalet invånare är 27 042.
Omgivningarna runt Buriti är huvudsakligen savann. Runt Buriti är det glesbefolkat, med 16 invånare per kvadratkilometer.